# Путре
Путре (исп. Putre) — посёлок и коммуна в Чили, в составе провинции Паринакота и области Арика-и-Паринакота.

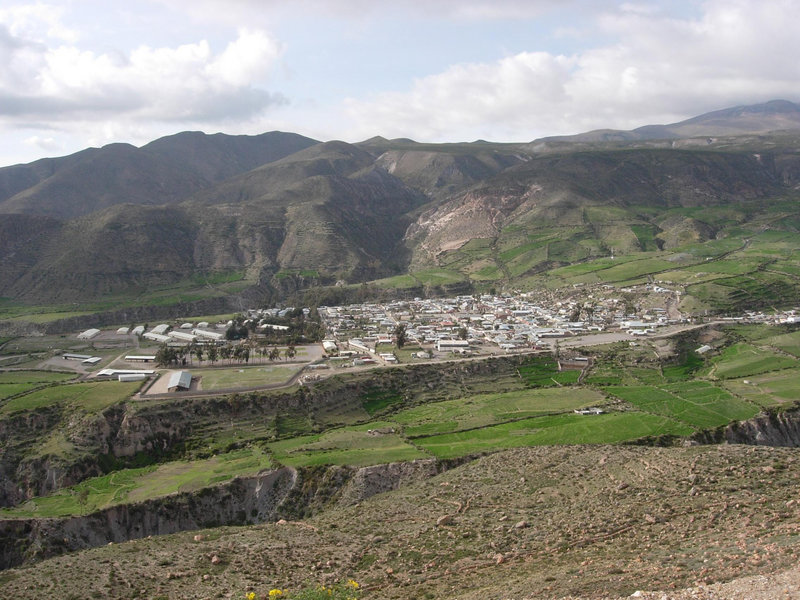
Вид на посёлок Путре

Территория коммуны — 5 903 км². Численность населения — 2 765 жителей (2017). Плотность населения — 0,47 чел./км².

## Расположение
Коммуна расположена на андском плоскогорье, на юго-западе области Арика-и-Паринакота.
Коммуна граничит:
- на севере — с коммуной Хенераль-Лагос;
- на востоке — с департаментами Ла-Пас и Оруро (Боливия);
- на юге — с коммунами Камаронес, Кольчане;
- на западе — с коммунами Камаронес, Арика.

## История
Коммуна Путре была создана 30 декабря 1927 г.

## Достопримечательности

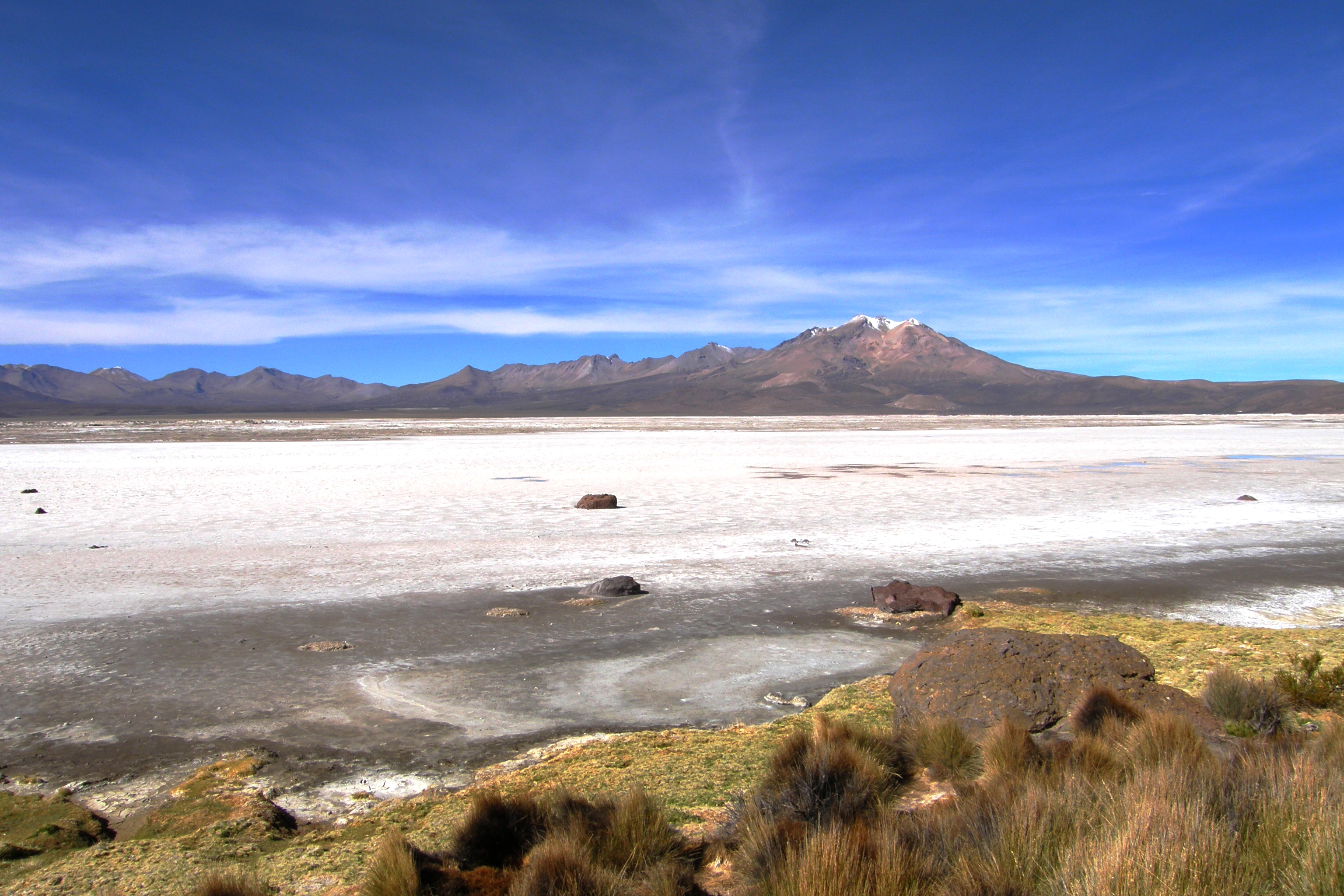
Солончак Сурире

Путре, на языке аймара, значит "Журчание Воды". Возможно, имелись в виду речушки в ущельях, которые окаймлены пастбищами и льдом. Здесь растут культуры майорана. Самый лучший майоран Чили — отсюда.
В этой коммуне расположен Национальный парк Лаука и Национальный заповедник Лас-Викуньяс.

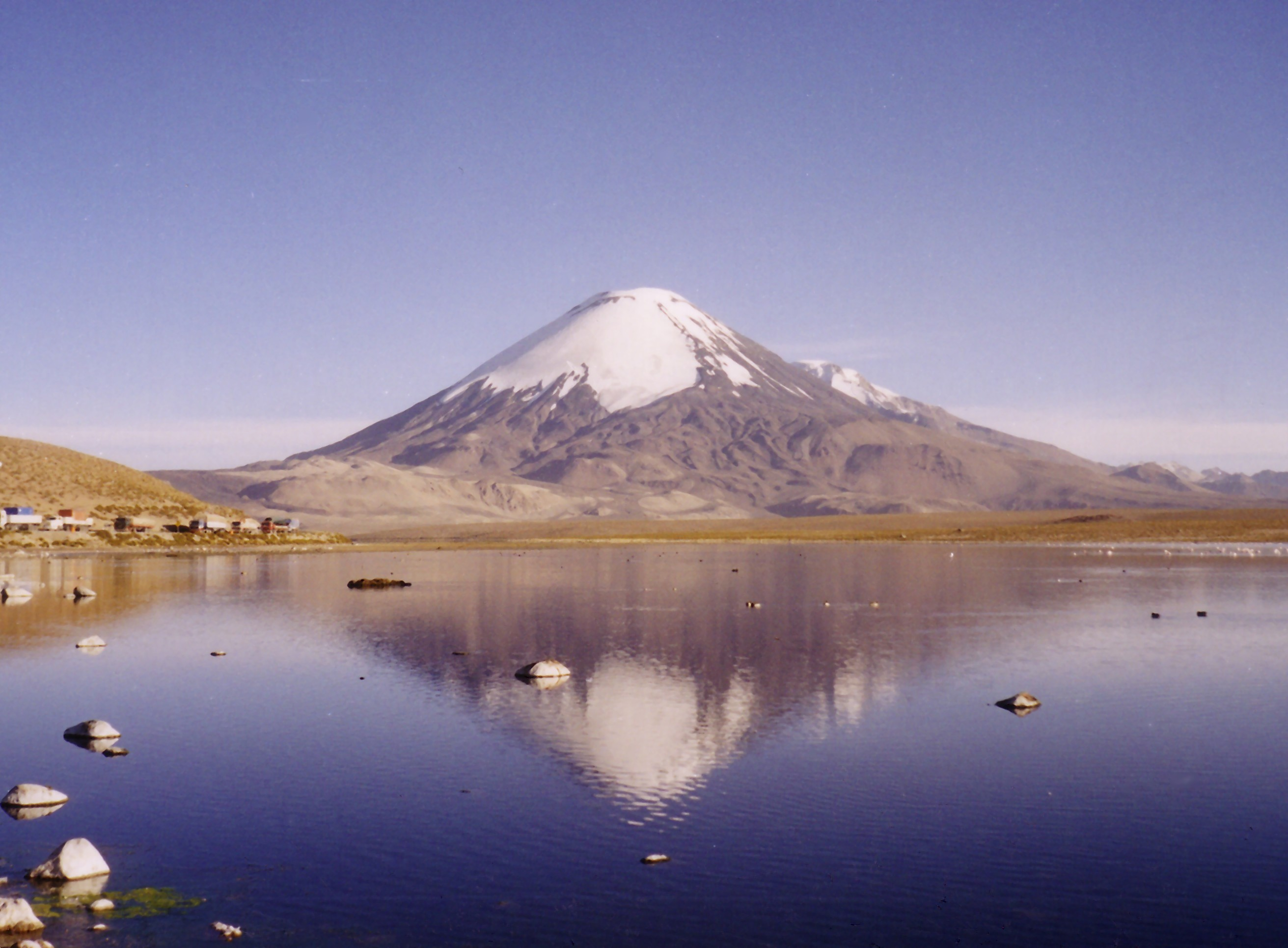
Вулкан Паринакота и озеро Чунгара

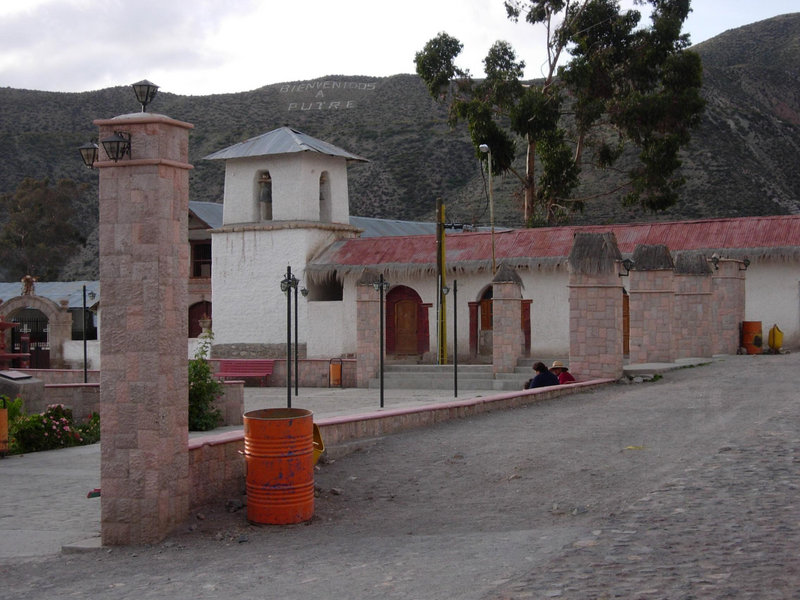
Церковь в Путре

- Национальный парк Лаука: с площадью поверхности 137 883 гектаров, этот Всемирный Биосферный Заповедник охватывает район предкордильер и плоскогорье в восточной части области Арика-и-Паринакота. Он представляет сухой климат с большими дневными и ночными изменениями температуры. Заповедник характеризуется большим богатством флоры и фауны, местами большого культурного и исторического интереса и нетронутыми природными красотами. В этом парке живут более 130 различных видов птиц и животных, таких как викунья, вискача (разновидность американского зайца) и кондор. Одна из его главных достопримечательностей — чудесное озеро Чунгара, одно из самых высоких в мире, которое лежит у подножия двуглавого вулкана Пайячата.

## Демография
Согласно сведениям, собранным в ходе переписи 2017 г. Национальным институтом статистики (INE),  население коммуны составляет:			
| Полное население                          | Полное население                          | Полное население                          | Полное население                          | Полное население                          | 2 765 |
| ----------------------------------------- | ----------------------------------------- | ----------------------------------------- | ----------------------------------------- | ----------------------------------------- | ----- |
| в том числе:                              | Городское население                       | 2 151                                     | Процент городского населения, %           | 77.8                                      |       |
|                                           | Сельское население                        | 614                                       | Процент сельского населения, %            | 22.2                                      |       |
|                                           | Мужское население                         | 2 054                                     | Процент мужского населения, %             | 74.3                                      |       |
|                                           | Женское население                         | 711                                       | Процент женского населения, %             | 25.7                                      |       |
| Плотность населения, чел/км²              | Плотность населения, чел/км²              | Плотность населения, чел/км²              | Плотность населения, чел/км²              | Плотность населения, чел/км²              | 0.47  |
| Население коммуны в % к населению области | Население коммуны в % к населению области | Население коммуны в % к населению области | Население коммуны в % к населению области | Население коммуны в % к населению области | 1.22  |

| Динамика изменения населения коммуны | Динамика изменения населения коммуны | Динамика изменения населения коммуны | Динамика изменения населения коммуны |
| ------------------------------------ | ------------------------------------ | ------------------------------------ | ------------------------------------ |
| 1992                                 | 2002                                 | 2012                                 | 2017                                 |
| 2803                                 | 1977▼                                | 1462▼                                | 2765▲                                |

## Важнейшие населенные пункты[4]
| № | Населённый пункт | Населённый пункт (исп.) | Категория | Население чел. (2017) | На карте                        |
| - | ---------------- | ----------------------- | --------- | --------------------- | ------------------------------- |
| 1 | Путре            | Putre                   | город     | 1716                  | 18°11′49″ ю. ш. 69°33′34″ з. д. |